# Pachygone
Pachygone é um género botânico pertencente à família Menispermaceae.

## Espécies
- Pachygone adversa
- Pachygone axilliflorum
- Pachygone brachystachys
- Pachygone columbica
- Pachygone concinna
- Pachygone cubensis
- Pachygone ovata

1. ↑  «Pachygone — World Flora Online». www.worldfloraonline.org. Consultado em 19 de agosto de 2020